# Іванова Зінаїда Михайлівна
Зінаїда Михайлівна Іванова — передовик сільгоспвиробництва, майстер машинного доїння радгоспу «Ударник» Бежаницького району Псковської області. Герой Соціалістичної Праці (1966). Почесний громадянин Бежаницького району.

## Біографія
Народилася 13 березня 1921 року в селі Сапригіно, нині Бежаницького району Псковської області. Закінчила початкову школу села Ашево. У 14-річному віці вступила в радгосп «1-е Травня», де працювала дояркою. У роки війни брала участь у партизанському русі на території Новоржевського і Карамишевського районів. У березні 1944 року була поранена і спрямована в тил у місто Боровичі. Залікувавши рани, деякий час працювала санітаркою в госпіталі.
Повернувшись після війни на батьківщину, продовжила роботу в радгоспі «1-е Травня». У 1961  році в Сапригіно побудований новий тваринницький комплекс «Ударник», який був оснащений прогресивними механізмами, серед яких були й апарати машинного доїння, так звані «ялинки». Ферма Сапригіно, де вона працювала, став школою передового досвіду для тваринників Псковської області. Саме Зінаїді Михайлівні директор радгоспу і довірив освоєння нової техніки. Досконало оволодівши новою професією оператора машинного доїння, в 1964 році отримала 257 тонн молока, або по 2235 кілограмів у середньому від кожної з 115 фуражних корів, у 1965 році — 329 тонн, або за 2930 кілограмів від корови. При цьому значно знизилися собівартість продукції і затрати праці на її виробництво. Завдання 11-ї п'ятирічки по валовому надою молока виконала на 104,5 відсотка, отримуючи в середньому в рік від кожної корови по 3130 кілограмів молока.
Указом Президії Верховної Ради СРСР від 22 березня 1966 році «за досягнуті успіхи у розвитку тваринництва, збільшення виробництва і заготівель молока та іншої продукції» Івановій Зінаїді Михайлівні присвоєно звання Героя Соціалістичної Праці з врученням ордена Леніна і золотої медалі «Серп і Молот». У 1986 році удостоєна другого ордена Леніна.
Вийшовши на пенсію, Зінаїда Михайлівна ще близько 10 років працювала в радгоспі. В даний час працівникам ферм Бежаницького району, які досягли найвищих показників по надою молока, вручається перехідний Кубок імені Героя Соціалістичної Праці 3.М. Іванової.